# Мурофуси, Кодзи
Кодзи Александр Мурофуси (яп. 室伏 広治 Мурофуси Ко:дзи, родился 8 октября 1974 года в Нумадзу) — японский легкоатлет, специализирующийся в метании молота. Олимпийский чемпион 2004 года и чемпион мира 2011 года, многократный чемпион Японии, рекордсмен Азии в метании молота (84,86 м). Также участвовал в соревнованиях по метанию диска.

## Биография
Отец Кодзи Мурофуси, Сигэнобу Мурофуси, был рекордсменом Японии в метании молота, много раз побеждал на Азиатских играх и участвовал в трёх олимпийских турнирах (1972, 1976 1984). Его мать — румынская спортсменка Серафина Мориц, становившаяся чемпионкой Европы среди юниоров в метании копья. Младшая сестра Кодзи, Юка Мурофуси, также соревнуется в метании молота и диска, становилась призёром чемпионата Азии по лёгкой атлетике и участвовала в Олимпийских играх 2004 года.

## Личные рекорды
| Вид            | Расстояние | Место           | Дата             |
| -------------- | ---------- | --------------- | ---------------- |
| Метание молота | 84,86 м    | Прага, Чехия    | 29 июня 2003     |
| Метание диска  | 41,93 м    | Мадрид, Испания | 21 сентября 2002 |